# Фонтанівське газоконденсатне родовище
Фонтанівське газоконденсатне родовище — належить до Індоло-Кубанської нафтогазоносної області Південного нафтогазоносногу регіону України.

## Опис
Розташоване в центральній частині Керченського півострова.
Знаходиться в зоні антиклінальних складок південного схилу Індоло-Кубанського прогину. Ново-Шепетівська антикліналь виявлена в 1946 р. Фонтан газу з конденсатом отримано з пошукової свердловини в 1975 р. з відкладів нижнього майкопу і верхнього еоцену в інтервалі 3336-3360 м. Газоносні пісковики та аргіліти.
Родовище складається з п'яти склепінчастих, тектонічно екранованих і літологічно обмежених покладів. Режим покладів водонапірний. Запаси початкові видобувні категорій А+В+С1: газу — 1517 млн. м³; конденсату — 493 тис.т.